# (13133) Jandecleir
(13133) Jandecleir est un astéroïde de la ceinture principale.

## Description
(13133) Jandecleir est un astéroïde de la ceinture principale. Il fut découvert le 10 août 1994 à La Silla par Eric Walter Elst. Il présente une orbite caractérisée par un demi-grand axe de 2,65 UA, une excentricité de 0,12 et une inclinaison de 3,1° par rapport à l'écliptique.

## Compléments